# Ева Лару
Ева Мария Лару (на английски: Eva Maria Larue) е американска актриса и модел. Родена е на 27 декември 1966 г. в Лонг Бийч, Калифорния, САЩ.

## Биография
Ева Лару е родена в семейството на Марси и Луис Лару. Има две сестри, Ника и Лара, и един брат – Луис. Още от малка участва в конкурси за красота, а по късно работи и като модел. От 1993 до 1997 г. и от 2002 до 2005 г. се снима в ролята на д-р Мария Сантос Грей в сапунения сериал Всички мои деца, за която роля получава награда Еми. През 2004 г. е номинирана в категория „Изключително оригинална песен“ за композирането на песента Dance with you. През есента на 2005 г. получава ролята на Наталия Боа Виста в хитовия сериал От местопрестъплението: Маями, с която става изключително популярна.

## Личен живот
Ева има три брака. От 1992 до 1994 г. е омъжена за Джон О'Хърли. От 1996 до 2004 г. е омъжена за Джон Калахан, от когото има дъщеря Кая, родена през 2001 г. През лятото на 2010 г. се омъжва за трети път за Джо Капучио.
Една от сестрите ѝ – Ника – е била снимана в колекцията на осъдения сериен убиец Уилям Ричард Брадфорд. Този инцидент е бил използван и за сюжет на един от епизодите на От местопрестъплението: Маями.
Ева е трета братовчедка на актрисата Джейн Фонда.